# Žlíbek
Žlíbek je malá vesnice, část města Kašperské Hory v okrese Klatovy v Plzeňském kraji. Nachází se asi dva kilometry severovýchodně od Kašperských Hor. Je zde evidováno 16 adres. V roce 2011 zde trvale žilo šestnáct obyvatel. Vesnice leží mimo silniční síť, přístupová cesta je však sjízdná a vzdálenost k nejbližší silnici je kolem 200 metrů. Žlíbkem také prochází několik značených turistických tras a cyklotrasa.
Žlíbek je také název katastrálního území o rozloze 4,14 km² a také název potoka, který pramení nedaleko vesnice a v Nezdicích se vlévá do Nezdického potoka.

## Historie
První písemná zmínka o vesnici pochází z roku 1402.

## Obyvatelstvo
| Rok            | 1869 | 1880 | 1890 | 1900 | 1910 | 1921 | 1930 | 1950 | 1961 | 1970 | 1980 | 1991 | 2001 | 2011 | 2021 |
| -------------- | ---- | ---- | ---- | ---- | ---- | ---- | ---- | ---- | ---- | ---- | ---- | ---- | ---- | ---- | ---- |
| Počet obyvatel | 158  | 167  | 152  | 147  | 126  | 122  | 123  | 33   | 15   | 9    | 2    | 1    | 16   | 16   | 28   |
| Počet domů     | 18   | 21   | 20   | 18   | 18   | 21   | 23   | 11   | 11   | 3    | 2    | 3    | 4    | 8    | 8    |

## Obecní správa
Při sčítání lidu v letech 1850–1949 Žlíbek byl osadou obce Tuškov v okrese Sušice. Od roku 1950 je částí města Kašperské Hory, se kterým patřil nejprve do okresu Sušice, ale od roku 1960 v okrese Klatovy.

## Pamětihodnosti
- Kaple, na návsi
- Kříž, po pravé straně silnice z Nezdic do Kašperských Hor
- Hrad Kašperk
- Hrad Pustý hrádek, zřícenina

## Fotogalerie

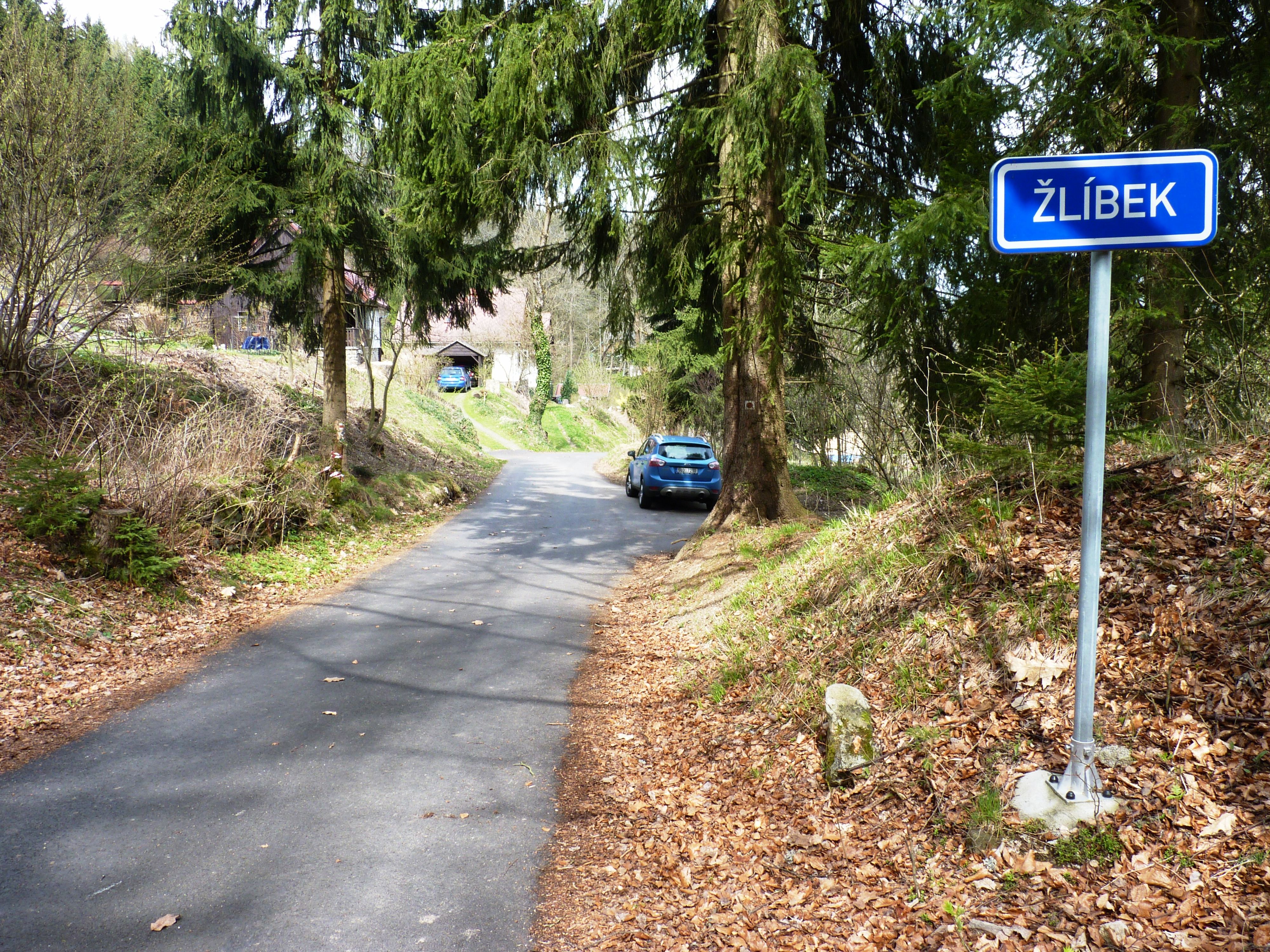
Začátek obce
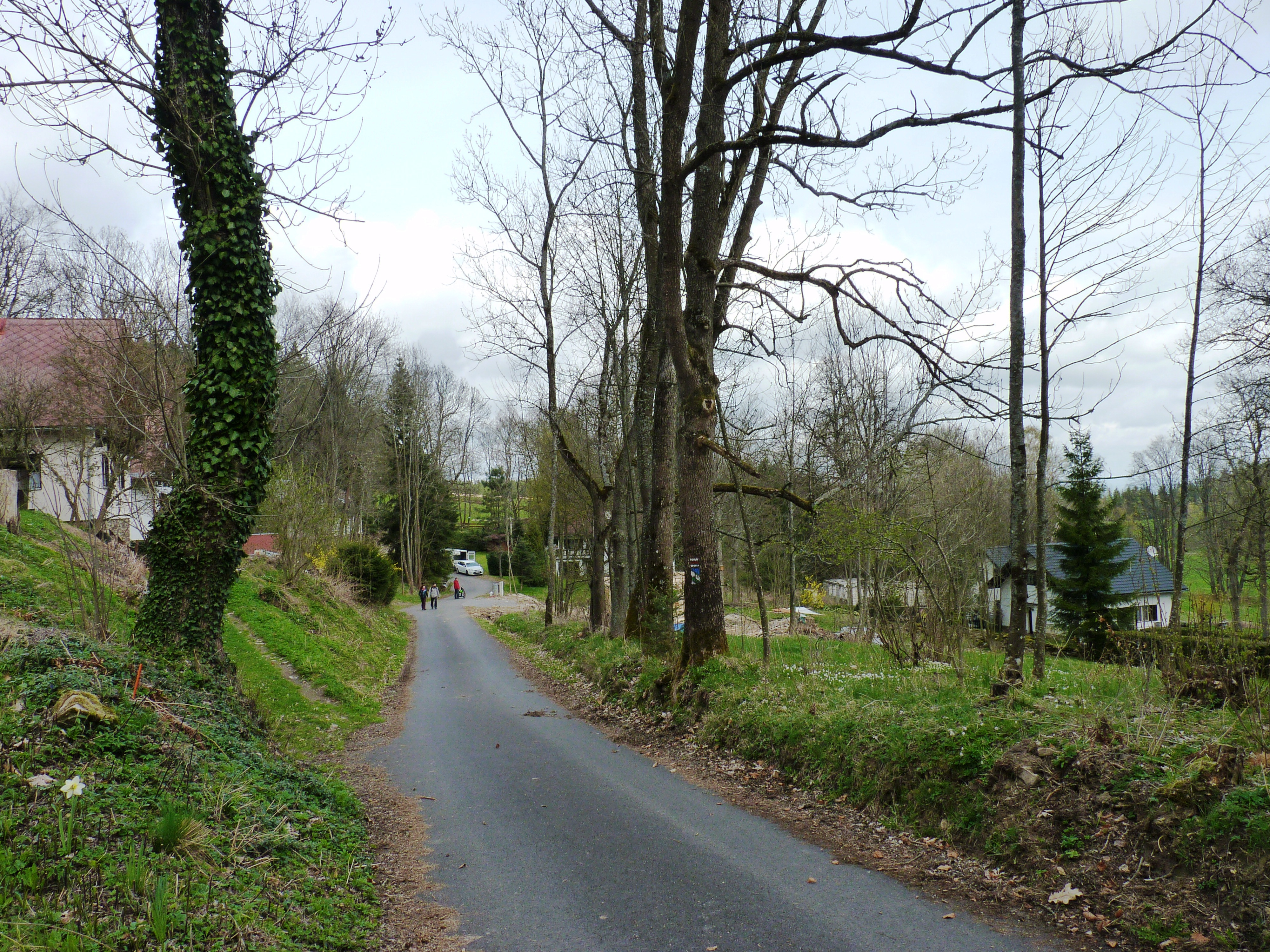
Cesta obcí
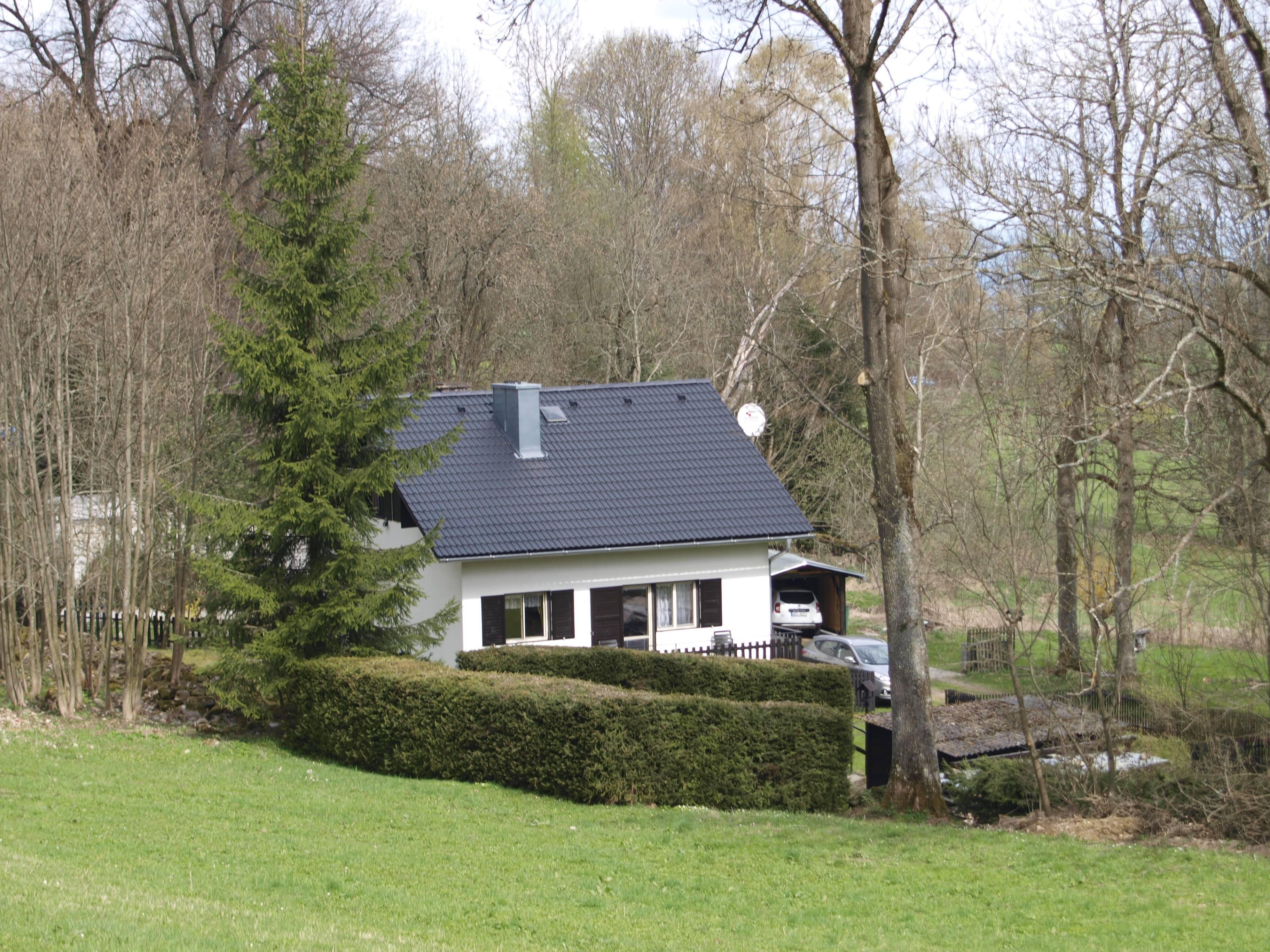
Místní dům